# James Redfield
James Redfield (Birmingham, Alabama, 19 de março de 1950) é um escritor, professor, roteirista e produtor cinematográfico estadunidense. É reconhecido por seu romance A Profecia Celestina, que foi uma novela do movimento New Age.

## Biografia
James Redfield cresceu em uma área rural próxima a Birmingham, Alabama (EUA). Quando jovem, estudou sobre as filosofias orientais, incluindo o Taoismo e o Zen-Budismo, enquanto cursava sociologia na Universidade de Auburn. Posteriormente ele obteve o grau de mestre em psicologia. Durante mais de 15 anos, atuou como terapeuta para adolescentes que sofreram abusos. Durante este tempo, ele se dedicou ao movimento do potencial humano e mudou-o para teorias sobre a intuição e fenômenos psíquicos  que poderiam ajudar seus clientes.
Em 1989, deixou seu trabalho como terapeuta para se tornar um escritor em tempo integral, sintetizando seu interesse em psicologia interativa, filosofias ocidentais e orientais, ciência, futurismo, ecologia, história e misticismo.
Quando Redfield auto-publicou seu primeiro romance em 1992 (Satori Publishing), o imediato interesse das livrarias e leitores fizeram da "A Profecia Celestina" um dos maiores sucessos em livros auto-publicados de todos os tempos. Em março de 1994 a Warner Books comprou os direitos e publicou uma edição de capa dura.
O livro rapidamente alcançou a posição número 1 da lista de best-sellers do jornal New York Times, tendo ficado mais de três anos na lista dos mais vendidos. Em 1996 foi indicado como o livro de maior vendagem em todo o mundo (tendo sido o segundo mais vendido em 1995).
O autor vive com sua mulher, Salle, e sua gata, Meredith, no Arizona.
Em maio de 2005, seu livro A Profecia Celestina contabilizou 20 milhões de exemplares vendidos e traduzidos em 34 línguas. Um filme foi realizado em 2006 sobre este livro.